# Lijst van aartsbisschoppen van Jakarta

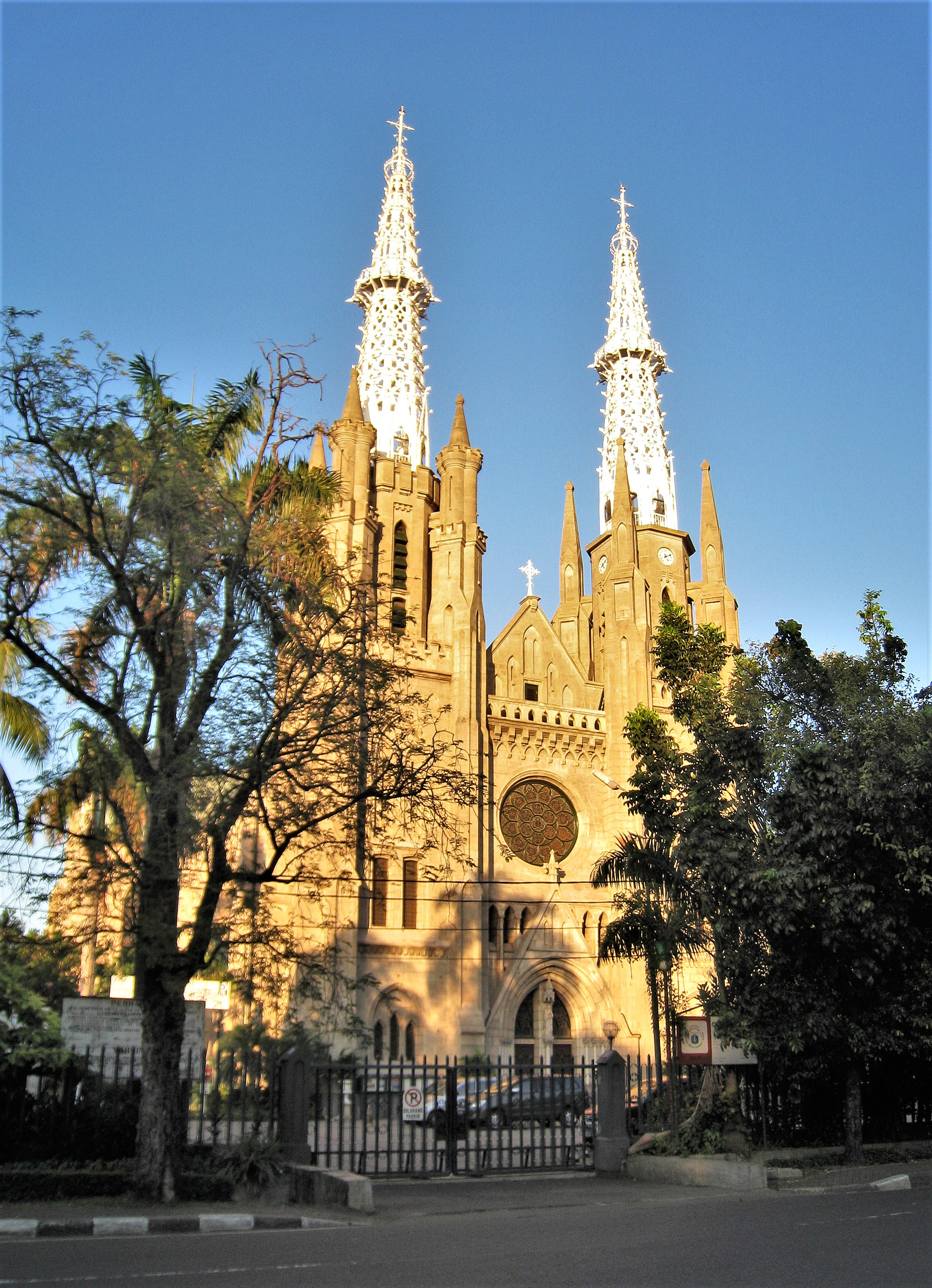
Kathedraal van Jakarta

Onderstaand volgt een lijst van aartsbisschoppen van het aartsbisdom Jakarta, een Indonesisch rooms-katholiek aartsbisdom.
| Apostolisch prefect van Batavia  | Apostolisch prefect van Batavia | Apostolisch prefect van Batavia        |
| -------------------------------- | ------------------------------- | -------------------------------------- |
| 1808 - 1817                      | Jacobus Nelissen                |                                        |
| 1817 - 1830                      | Lambertus Prinsen               |                                        |
| 1831 - 1842                      | Joannes Scholten                |                                        |
| Apostolisch vicaris van Batavia  |                                 |                                        |
| 1842 - 1852                      | Jacobus Grooff                  | in 1846 verbannen uit Nederlands-Indië |
| 1852 - 1874                      | Pierre Vrancken                 | 1847 - 1852: coadjutor                 |
| 1874 - 1893                      | Adam Claessens                  |                                        |
| 1893 - 1897                      | Walterus Staal S.J.             |                                        |
| 1898 - 1923                      | Edmond Luijpen S.J.             |                                        |
| 1924 - 1934                      | Anton van Velsen S.J.           |                                        |
| 1934 - 1950                      | Peerke Willekens S.J.           |                                        |
| Apostolisch vicaris van Djakarta |                                 |                                        |
| 1950 - 1952                      | Peerke Willekens S.J.           |                                        |
| 1953 - 1961                      | Adrianus Djajasepoetra S.J.     |                                        |
| Aartsbisschop van Djakarta       |                                 |                                        |
| 1961 - 1970                      | Adrianus Djajasepoetra S.J.     |                                        |
| 1970 - 1973                      | Leo Soekoto S.J.                |                                        |
| Aartsbisschop van Jakarta        |                                 |                                        |
| 1973 - 1995                      | Leo Soekoto S.J.                |                                        |
| 1996 - 2010                      | Julius Darmaatmadja S.J.        | in 1994 kardinaal gecreëerd            |
| 2010 - heden                     | Ignatius Suharyo Hardjoatmodjo  | in 2019 kardinaal gecreëerd            |